# Vilém Wünsche
Vilém Wünsche, křtěný Wilhelm Franz (1. prosince 1900, Šenov – 3. května 1984, Šenov) byl český malíř, grafik a ilustrátor. Náměty své tvorby je spojen především s tematikou Ostravska a tamního života poznamenaného hornictvím.

## Život
Vilém Wünsche se narodil v Šenově v rodině Maxmiliana Wünsche a jeho ženy Marie Anny rodem Paulové. Do dvaceti jedna let pracoval Vilém jako důlní zámečník. Navštěvoval večerní kurzy kresby. V letech 1922–1923 studoval na Uměleckoprůmyslové škole v Praze (prof. Jaroslav Benda a Arnošt Hofbauer), poté přešel do soukromé školy Ferdinanda Engelmüllera, mezi lety 1924 až 1931 byl žákem Maxe Švabinského, Jakuba Obrovského a Josefa Jindřicha Loukoty na Akademii výtvarných umění. V letech 1927–1928 studoval jako stipendista v Paříži.
Po studiích se v roce 1931 vrátil na Ostravsko. V době II. světové války byl v koncentračním táboře v Osvětimi. Svoje zážitky odtamtud zpracoval v cyklu obrazů. Během života Viléma Wünsche byla uspořádána řada výstav jeho děl. Byl oceněn tituly zasloužilý (1971) a národní umělec (1983). Umělcova tvorba byla připomenuta také v Havířově u příležitosti 100. výročí jeho narození. Jeho obrazy jsou zastoupeny ve sbírkách Národní galerie, Galerie výtvarného umění v Ostravě a jinde.

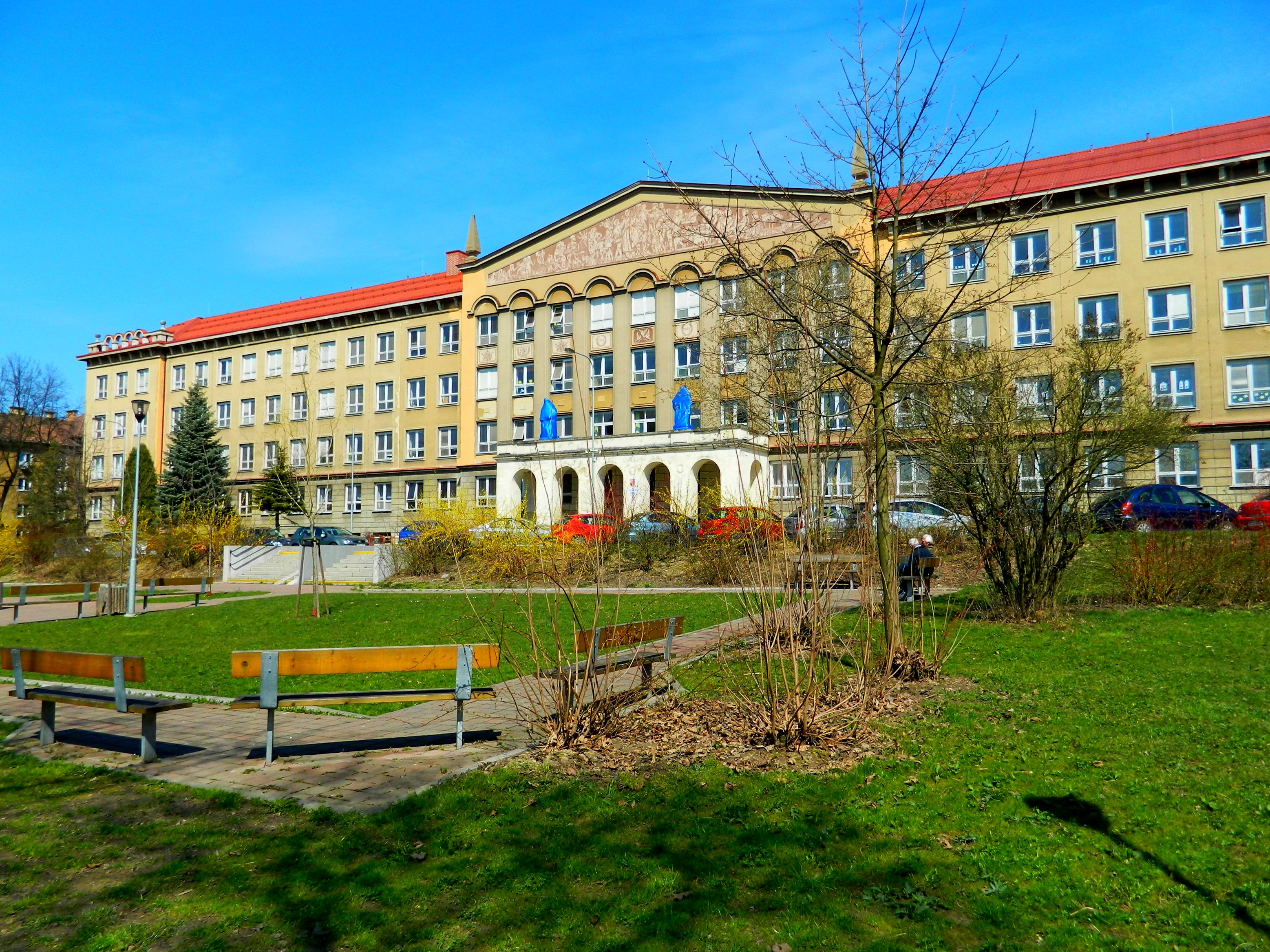
Sgrafito na ZŠ Na Nábřeží v Havířově

Jeho syn Miroslav Wünsche je členem KSČM a v letech 2002-2010 i zastupitelem města Šenov.

## Vyznamenání
- Vyznamenání Za vynikající práci 1960
- Řád Vítězného února 1980